# Knud Reedtz
Knud Reedtz (15. juli 1663 – 8. marts 1734 på Nørlund) var en dansk søofficer og godsejer.
Faderen var oberst Tønne Reedtz til Barritskov (død 9. juni 1699), moderen Lisbet Mogensdatter Sehested (1632 – 21. februar 1705). Reedtz blev lærling i Marinen 1681, gjorde først nogle sørejser med danske orlogsskibe, var derefter (1683-88) i florentinsk og i fransk orlogstjeneste, sidstnævnte sted under Bellefontaine; 1686 udnævntes han til dansk løjtnant, var 1689 chef for fregatten Phønix i Niels Juels flåde og erholdt 1690 dennes vidnesbyrd for at være en dygtig og selvstændig officer og sømand. 1691 tilbragte han i hollandsk orlogstjeneste og udnævntes samme år til kaptajn. 1693 førte han orlogsskibet Oldenborg på konvojering til Frankrig; 1697 forfremmedes han til kommandørkaptajn; under den store udrustning 1700 førte han orlogsskibet Tre Løver i Gyldenløves flåde, året efter blev han kommandør og ansattes 1704 som mønstringschef på Fyn.
1703 indgik Reedtz ægteskab med Karen Kjeldsdatter Krag (26. juni 1660 – 23. januar 1737), enke efter Gude Parsberg til Kokkedal og Nørlund, hvilke godser han derved kom i besiddelse af. 1704 avancerede han til schoutbynacht, 1710 til viceadmiral og kom under størsteparten af Den Store Nordiske Krig til at gøre tjeneste ved hovedflåden i Østersøen, hvor der dog ikke hændte meget. Han deltog 1710 i slaget på Køge Bugt og var en tid lang chef for søekvipagen ved Glückstadt efter Matthias von Paulsens død. 1712 tog han som næstkommanderende i Gyldenløves flåde del i fægtningen under Rygen, hvor den svenske transportflåde ødelagdes; 1713 var han øverstkommanderende for flåden, men forsømte at forhindre Stralsunds undsætning. 1714 forfremmedes Reedtz til admiral og deltog 1715 under Peter Raben i søslaget ved Jasmund; forinden havde han fået det hverv at forberede en overførsel af tropper fra Grønsund til Pommern, men for denne blev der dog ingen brug. 1719 afgik han ved reduktionen med pension.
I søofficerskorpsets indre rænkespil, der under krigen voldte stor fortræd, deltog Reedtz ivrig som en af anførerne i den adelige klike sammen med admiral Frederik Eiler Gjedde, gehejmeråd Frederik Christian Adeler o.a., som ved alle mulige midler søgte at fortrænge de dygtige borgerlige officerer. Reedtz døde 8. marts 1734 på Nørlund.